# Classe Indomito (cacciatorpediniere 1913)
La classe Indomito è stata una classe di cacciatorpediniere della Regia Marina.

## Storia e progetto
Costruite nei cantieri Pattison di Napoli e Orlando di Livorno, le unità della classe entrarono in servizio fra il 1913 ed il 1914. Furono i primi cacciatorpediniere italiani a montare turbine (le classi precedenti erano spinte da motrici alternative). L'armamento era costituito da un cannone da 120/40 mm, quattro pezzi antiaerei da 76/40 mm e due tubi lanciasiluri da 450 mm. Si rivelarono unità molto riuscite, tanto che il loro disegno fu preso come base (con modifiche) per le classi Pilo, Sirtori, La Masa e Generali.
Parteciparono alla prima guerra mondiale in Adriatico, subendo la perdita di due unità. Nel 1918 l'armamento cannoniero fu rimpiazzato con 5 pezzi da 102/35 mm, una mitragliera da 40/39 mm e quattro tubi lanciasiluri da 450 mm.
Declassate a torpediniere nel 1929, furono progressivamente radiate verso la fine degli anni Trenta, tranne una, l'Insidioso, che andò perduta nella seconda guerra mondiale.

## Unità

### Ardente
Impostato nei Cantieri Orlando di Livorno nel 1912, fu varato nello stesso anno e completato nel 1913.
Fu demolito nel 1937.

### Ardito
Costruito nei Cantieri Orlando di Livorno, fu impostato e varato nel 1912 ed entrò in servizio nell'anno successivo.
Fu demolito nel 1931.

### Impavido
Impostato nel 1911, fu varato nei Cantieri Pattison di Napoli nel 1913 e completato nello stesso anno.
Durante la prima guerra mondiale, il 15 maggio 1917, prese parte alla battaglia del Canale d'Otranto.
Nel 1937 fu posto fuori servizio e demolito.

### Intrepido
Fu impostato nei cantieri Pattison di Napoli nel 1910, varato nel 1912 e ultimato l'anno seguente.
Il 3 dicembre 1915 stava scortando in Albania il piroscafo Re Umberto quanto quest'ultimo saltò su una mina. Dopo aver recuperato i superstiti (si salvarono 712 dei 765 uomini a bordo), l'Intrepido, al comando del c.c. Leva, uscì per un pattugliamento antisommergibile ma urtò a sua volta una mina che causò quattro morti e l'asportazione della prua. Portato ad incagliare presso Capo Linguetta e abbandonato dall'equipaggio, il cacciatorpediniere affondò alcune ore dopo.

### Indomito

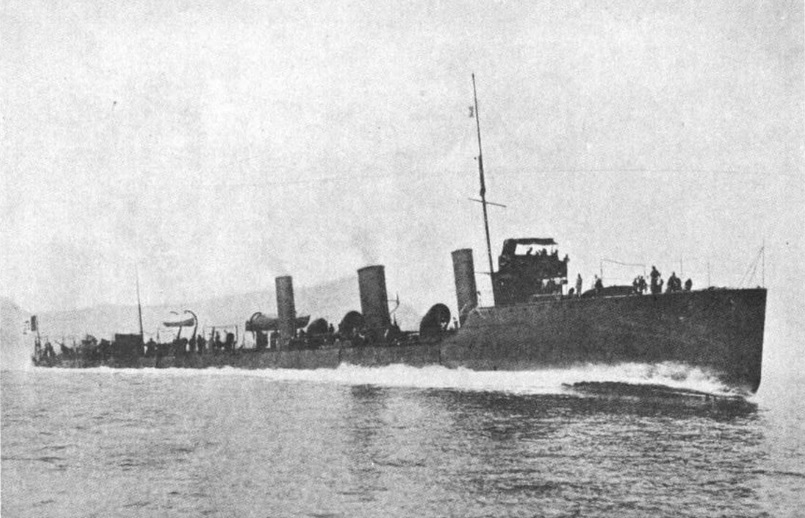
LIndomito

Capoclasse, fu impostato nei Cantieri Pattison di Napoli nel 1910 e varato due anni più tardi; entrò in servizio nel 1913.
Fu demolito nel 1937.

### Impetuoso

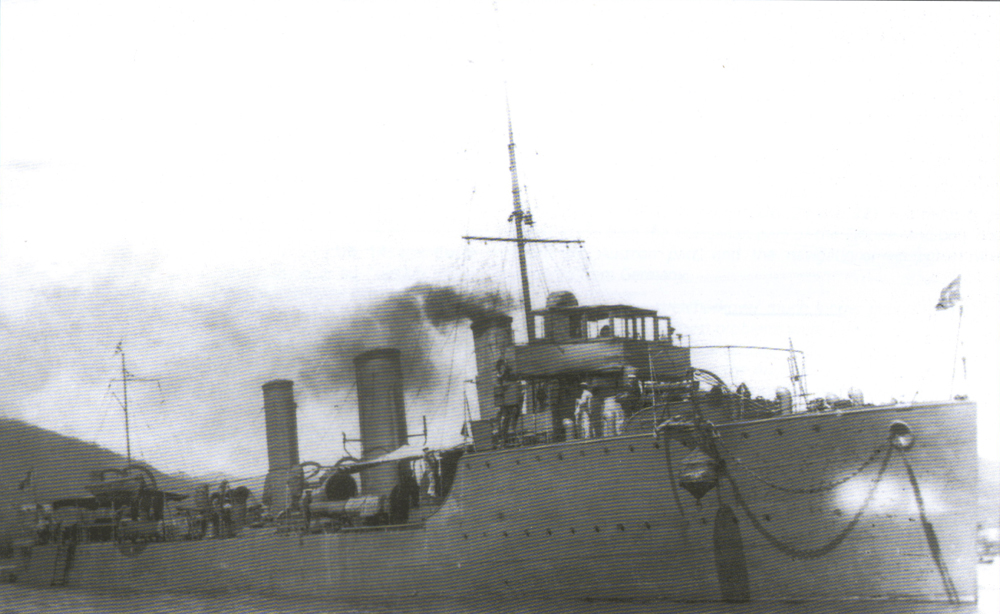
LImpetuoso

Fu impostato nel 1910 e varato nei Cantieri Pattison di Napoli nel 1913. Fu ultimato nel 1914.
Alle 15.13 del 10 luglio 1916, mentre si trovava in crociera di vigilanza nel Canale d'Otranto assieme all'Insidioso, fu colpito da un siluro del sommergibile austroungarico U. 17 e affondò rapidamente, portando con sé 37 degli 88 uomini a bordo.

### Insidioso
L'Insidioso fu impostato nel 1912 nei Cantieri Pattison di Napoli. Fu varato nel 1913 ed entrò in servizio nel 1914.
Fu l'unica nave della classe a prendere parte alla seconda guerra mondiale. Nel settembre 1943, in seguito all'armistizio, andò perduta a Pola. Catturata dai tedeschi e ribattezzata TA. 21, rientrò in servizio nel novembre 1943. Nell'agosto 1944 fu silurata e affondata da unità inglesi in Alto Adriatico.

### Irrequieto
Costruita nei Cantieri Pattison di Napoli, fu impostata nel 1910, varata nel 1912 e terminata nel 1913.
Nel 1937 fu avviata alla demolizione.